# Prasinocyma marina
Prasinocyma marina là một loài bướm đêm trong họ Geometridae.